# 27-я гвардейская мотострелковая дивизия
27-я гвардейская мотострелковая Омско-Новобугская Краснознамённая, ордена Богдана Хмельницкого дивизия (сокр. 27 мсд) — тактическое соединение Сухопутных войск Российской Федерации.

## История
В 1945 году путём переформирования 27-й гвардейской стрелковой дивизии создана 21‑я гвардейская механизированная дивизия с сохранением преемственности, наград, боевого знамени и исторического формуляра. Новое соединение вошло в состав 8-й гвардейской общевойсковой армии.
17 мая 1957 года дивизия переименована в 21-ю гвардейскую мотострелковую. Дивизия находилась в составе 8-й гвардейской общевойсковой армии и дислоцировалась в городе Галле (ГДР).
17 ноября 1964 года в целях сохранения боевых традиций и в честь 20-летия Победы в Великой Отечественной войне, дивизии была возвращена нумерация времен Великой Отечественной войны и к её почётному наименованию «Новобугская» было добавлено почётное наименование «Омская» в честь 27-й Омской стрелковой дивизии. Тем самым 21-я гвардейская мотострелковая дивизия становится 27-й гвардейской мотострелковой Омско-Новобугской Краснознамённой, ордена Богдана Хмельницкого дивизией. В том же году дивизия передана из 8-й гвардейской армии в состав 1-й гвардейской танковой армии ГСВГ (в которую входила по январь 1983 года).
Военнослужащие 27-й гвардейской мотострелковой дивизии выполняли миротворческие задачи в Приднестровье, в зонах Грузино-южноосетинского конфликта, Грузино-абхазского конфликта Первой и Второй чеченской войне. 12 из них присвоено высокое звание Героя Российской Федерации.
506-й гвардейский мотострелковый полк принимал участие в штурме Грозного в 2000 году.
1 июня 2009 года, в связи с реорганизацией и оптимизацией численности Вооружённых сил 27-я гвардейская мотострелковая дивизия была переформирована в 21-ю отдельную гвардейскую мотострелковую бригаду.
Весной 2024 года 27-я гвардейская мотострелковая дивизия возрождена.
В апреле — мае 2024 года 27-я гвардейская мотострелковая дивизия вела бои на очеретинском выступе в районе сёл Бердычи, Семёновка, Орловка, к северо-западу от Авдеевки в составе 2-й гвардейской общевойсковой армии.

## Состав
5 октября 1945 года дивизия переформирована в 21-ю гвардейскую механизированную дивизию. Находилась в составе Группы советских войск в Германии.
Основные части дивизии:
- 74-й гвардейский стрелковый полк преобразован в 68-й гвардейский механизированный полк;
- 76-й гвардейский стрелковый полк преобразован в 69-й гвардейский механизированный полк;
- 83-й гвардейский стрелковый полк преобразован в 70-й гвардейский механизированный полк;
- 28-й тяжёлый танко-самоходный полк (65-й отдельный танковый полк из состава 8-й гв. А);
- 54-й гвардейский артиллерийский полк;
- 286-й гвардейский зенитный артиллерийский полк (из состава 6-го гвардейского танкового корпуса).[11]

01.07.45 управление дивизии расположено в г. Ордруф. Там же дивизия находилась до своего переформирования с 05.11.45 в 21-ю гвардейскую механизированную дивизию (гв. мехд) по штату 10/630. С 1949 по 1991 год пунктом постоянной дислокации дивизии был город Галле в ГДР.
В 1945 году полки дивизии дислоцировались:
- 76-й гвардейский стрелковый полк — г. Ордруф
- 83-й гвардейский стрелковый полк — г. Шмалькальден, г. Дермбах, г. Эрфурт
- 54-й гвардейский артиллерийский полк — г. Рехаген, г. Бад-Либенштайн.

- март 1946 года. Управление дивизии дислоцируется в Эрфурте.
- 01.06.46 дивизия перешла на штат 10/760 без изменения состава.
- К 25.04.49 перебазировалась из Ордруфа в Галле (штаб).

12 марта 1957 года 21-я гвардейская механизированная дивизия преобразуется в 21-ю гвардейскую мотострелковую дивизию. Входила в состав 8-й гвардейской армии ГСВГ.

Основные части дивизии:
- 68-й гвардейский механизированный полк преобразован в 68-й гвардейский мотострелковый полк;
- 69-й гвардейский механизированный полк преобразован в 243-й гвардейский мотострелковый полк;
- 70-й гвардейский механизированный полк преобразован в 244-й гвардейский мотострелковый полк;
- 28-й тяжёлый танко-самоходный полк стал 28-м танковым полком;
- 54-й гвардейский артиллерийский полк;
- 286-й гвардейский зенитный артиллерийский полк.

В 1991 году состав и ВВТ 27-й гвардейской мотострелковой дивизии представляли собой:
- Управление дивизии — Галле-Хайде, в/ч пп 35100 (выведена в Тоцкое-4) (1 ПРП-3, 1 Р-145БМ, 1 Р-156 БТР, 1 МТ-ЛБ)
- 68-й гвардейский мотострелковый Познанский Краснознамённый, ордена Суворова полк, Галле, в/ч пп 35075

29 Т-80, 58 БМП-2, 77 БМП-1, 6 БРМ-1К, 18 2С1 «Гвоздика», 18 2С12 «Сани»), 5 БМП-1КШ, 3 РХМ, 1 БРЭМ-2, 1 Р-145БМ, 3 ПУ-12, 2 МТ-55А, 3 МТ-ЛБТ
- 243-й гвардейский мотострелковый Берлинский Краснознамённый, ордена Кутузова полк, Галле, в/ч пп 47290

46 Т-80, 136 БТР-60, 11 БМП-2, 5 БМП-1, 4 БРМ-1К, 18 Д-30, 18 2С12 «Сани», 3 ПРП-3/-4, 3 1В18, 1 1В19, 2 Р-145БМ, 3 ПУ-12, 3 МТ-55А, 20 МТ-ЛБТ
- 244-й гвардейский мотострелковый Берлинский ордена Суворова полк, Шлотхайм, в/ч пп 58464

61 Т-80, 59 БМП-2, 76 БМП-1, 6 БРМ-1К, 18 2С1 «Гвоздика», 18 2С12 «Сани», 4 БМП-1КШ, 2 ПРП-3/-4, 3 РХМ, 1 БРЭМ-2, 2 Р-145БМ, 3 ПУ-12, 2 МТ-55А, 15 МТ-ЛБТ
- 28-й танковый Брестский Краснознамённый, орденов Суворова и Кутузова полк, Галле, в/ч пп 58616

89 Т-80, 12 БМП-2, 5 БМП-1, 3 БРМ-1К, 18 2С1 «Гвоздика», 3 БМП-1КШ, 3 ПРП-3/-4, 3 РХМ, 1 Р-145БМ, 2 ПУ-12, 3 МТ-55А, 1 МТ-ЛБТ
- 54-й гвардейский самоходный артиллерийский Познанский Краснознамённый, ордена Кутузова полк, Галле, в/ч пп 58871

54 2СЗ «Акация», 18 БМ-21 «Град», 5 ПРП-3/-4, 3 1В18, 1 1В19, 1 Р-156БТР, 12 МТ-ЛБ
- 286-й гвардейский зенитный ракетный Перемышльский ордена Красной Звезды полк, Галле, в/ч пп 60835 (кроме ЗРК 5 ПУ-12, 1 Р-156БТР)
- 488-й отдельный противотанковый артиллерийский дивизион, Галле, в/ч пп 06232
- 31-й отдельный танковый батальон, Галле, в/ч пп 42242 (расформирован в 1986 году)
- 5-й отдельный разведывательный батальон, Мюльхаузен, в/ч пп 60495 (14 БМП-1, 8 БРМ-1К, 11 БТР-60, 3 Р-145БМ, 2 МТ-ЛБ)
- 35-й отдельный гвардейский ордена Красной Звезды батальон связи, Галле, в/ч пп 61159 (Р-145БМ)
- 29-й отдельный гвардейский инженерно-сапёрный ордена Александра Невского батальон, Галле, в/ч пп 61119 (2 ИМР-2, 6 МТ-55А, 11 МТ-ЛБ)
- 367-й отдельный батальон химзащиты, в/ч пп 25476 (сформирован в 1986 году, на территории расформированного 31 ОТБ)
- 1126-й отдельный батальон материального обеспечения, в/ч пп 61164
- 44-й отдельный ремонтно-восстановительный батальон, в/ч пп 24562
- 21-й отдельный медико-санитарный батальон, в/ч пп 60497

Всего на 19 ноября 1990 года дивизия располагала: 225 танками Т-80, 343 БМП (140 БМП-2, 177 БМП-1, 26 БРМ-1К), 147 БТР-60, 108 САУ (54 2С1, 54 2С3), 18 гаубицами Д-30, 54 миномёта 2С12, 18 РСЗО «Град».
В 1991 году дивизия была выведена в село Тоцкое Приволжского военного округа. Дивизия была слита с 213-й мотострелковой дивизией (формирования 1968 года). Состав претерпел изменения:
- 68-й гвардейский мотострелковый полк слит с 680-м мсп и стал 506-м гв. мсп;
- 243-й гвардейский мотострелковый полк слит с 691-м мсп и стал 589-м гв. мсп;
- 244-й гвардейский мотострелковый полк расформирован и в состав 27-й дивизии вошёл 433-й мотострелковый Краснознамённый полк местной 213-й мсд;
- 28-й танковый полк слит с 34-м танковым и стал 152-м тп;
- 54-й гвардейский самоходный артиллерийский полк слит с 1283-м артиллерийским полком и стал 268-м гв. сап.[13]
- 286-й гвардейский зенитный ракетный полк передан в состав 54-й мотострелковой дивизии ЛенВО;[14]

- управление;
- 433-й гвардейский мотострелковый полк;
- 506-й гвардейский мотострелковый Познанский Краснознамённый, ордена Суворова полк;
- 589-й гвардейский мотострелковый Берлинский Краснознамённый, ордена Кутузова полк;
- 268-й гвардейский самоходный артиллерийский Познанский Краснознамённый, ордена Кутузова полк;
- 1107-й отдельный противотанковый артиллерийский дивизион;
- 838-й отдельный зенитный ракетный дивизион;
- 907-й отдельный разведывательный батальон;
- 1614-й отдельный инженерно-сапёрный батальон;
- отдельный батальон радиоэлектронной борьбы;
- 834-й отдельный батальон связи;
- 140-й отдельный батальон материального обеспечения;
- 341-й отдельный медицинский батальон;
- отдельная рота БпЛА.[15]

## Командование

### Командиры
- 09.05.1945 — 11.01.1947 — гвардии полковник генерал-майор  Глебов, Виктор Сергеевич;
- 26.10.1946 — 20.01.1947 — гвардии генерал-майор  Баканов, Дмитрий Евстигнеевич (ВРИД);
- 11.01.1947 — 26.02.1948 — гвардии генерал-майор танковых войск Анисимов, Борис Афанасьевич;
- 26.02.1948 — 02.08.1950 — гвардии генерал-майор  Бурмаков, Иван Дмитриевич;
- 02.08.1950 — 29.09.1952 — гвардии полковник Клопов, Александр Игнатович;
- 29.09.1952 — 24.04.1956 — гвардии полковник, с 31.05.1954 гвардии генерал-майор танковых войск Фроленков, Михаил Николаевич;
- 26.05.1956 — 24.07.1958 — гвардии полковник  Иванищев, Георгий Степанович[16];
- 24.07.1958 — 10.12.1960 — гвардии полковник, с 7.05.1960 гвардии генерал-майор Катышкин, Иван Сергеевич;
- 10.12.1960 — 13.05.1965 — гвардии полковник, с 27.04.1962 гвардии генерал-майор Миронов, Александр Сергеевич;
- 13.05.1965 — 05.09.1968 — гвардии полковник, с 16.06.1965 гвардии генерал-майор Сторч, Николай Васильевич;
- 05.09.1968 — 19.07.1973 — гвардии полковник, с 6.11.1970 гвардии генерал-майор Бородин, Борис Петрович;
- 19.07.1973 — 17.07.1975 — гвардии полковник, с 25.04.1975 гвардии генерал-майор Кереев, Жансен;
- 17.07.1975 — 05.04.1978 — гвардии полковник, с 14.02.1978 гвардии генерал-майор Крылов, Борис Васильевич;
- 05.04.1978 — 21.06.1980 — гвардии полковник, с 16.02.1979 гвардии генерал-майор Моисеев, Михаил Алексеевич;
- 21.06.1980 — 15.06.1984 — гвардии полковник, с 16.12.1982 гвардии генерал-майор Ушаков, Анатолий Анатольевич;
- 21.06.1984 — 01.05.1987 — гвардии полковник Никитин, Валерий Константинович;
- 02.05.1987 — 05.12.1990 — гвардии полковник, с 25.04.1990 гвардии генерал-майор Журов, Александр Александрович;
- 06.12.1990 — 26.07.1991 — гвардии полковник Губаренко, Валерий Владимирович;
- 27.07.1991 — 23.06.1992 — гвардии полковник, с 18.12.1991 гвардии генерал-майор Косяков, Александр Георгиевич;
- 1992—1995 — гвардии генерал-майор Сидякин, Анатолий Михайлович;
- 1995—1999 — гвардии генерал-майор Аверьянов;
- сентябрь 1999—2002(?) — гвардии генерал-майор Протченко, Александр Иванович;
- 2002—2005 — гвардии генерал-майор Зарудницкий, Владимир Борисович;
- 2005 — по состоянию на 2007 год — полковник Салмин, Алексей Николаевич[17].
- июнь 2008 — июнь 2009 — гвардии генерал-майор Коваленко, Дмитрий Иванович.